# National League (Schweiz)
National League (NL) är den högsta divisionen i schweiziska Nationalliga, landets huvudsakliga liga för professionella ishockeyklubbar.

## Spelordning
Ligan består av tolv lag och under grundserien spelar varje lag 50 matcher. Vid oavgjort resultat följer en förlängning på fem minuter som avgörs i Sudden Death. Om det därefter fortfarande står oavgjort avgörs matchen genom straffläggning. Vinst efter 60 minuter ger tre poäng och förlust efter 60 minuter ger 0 poäng. Vinst efter förläggning eller straffläggning ger två poäng och förlust efter förlängning eller straffläggning ger en poäng.
De åtta främsta lagen efter grundserien går till slutspel där lagen 1-3 får välja motståndare till kvartsfinalerna. Kvartsfinalerna, Semifinalerna och Finalen avgörs i bäst av sju matcher. Det vinnande laget blir Schweizermeister National League på tyska eller Champion Suisse National League på franska.
Lagen som placerar sig på plats 9-12 i grundserien spelar Playout. Lag 9 möter lag 12 och lag 10 möter lag 11 i bäst av sju matcher. Förlorarna ur dessa båda möten möts återigen i en bäst av sju serie. Förloraren ur denna serie möter Swiss League-mästaren i en bäst av sju serie. Vinnaren i denna serie spelar i Nationalliga A den följande säsongen, förloraren i Swiss League.

## Klubbar
| Lag                    | Stad                | Arena                         | Kapacitet | Grundad |
| ---------------------- | ------------------- | ----------------------------- | --------- | ------- |
| HC Ajoie               | Porrentruy          | Raiffeisen Arena              | 5 078     | 1973    |
| HC Ambrì-Piotta        | Ambrì               | Gottardo Arena                | 6 775     | 1937    |
| SC Bern                | Bern                | PostFinance-Arena             | 17 031    | 1931    |
| EHC Biel               | Biel                | Tissot Arena                  | 6 521     | 1939    |
| HC Davos               | Davos               | Vaillant Arena                | 7 080     | 1921    |
| Fribourg-Gottéron      | Fribourg            | BCF Arena                     | 9 009     | 1938    |
| Genève-Servette HC     | Genève              | Patinoire des Vernets         | 7 135     | 1905    |
| EHC Kloten             | Kloten              | Stimo Arena                   | 7 624     | 1934    |
| SCL Tigers             | Langnau im Emmental | Ilfis Stadium                 | 6 000     | 1946    |
| HC Lausanne            | Lausanne            | Vaudoise Arén                 | 9 600     | 1922    |
| HC Lugano              | Lugano              | Cornèr Arena                  | 7 800     | 1941    |
| Rapperswil-Jona Lakers | Rapperswil-Jona     | St. Galler Kantonalbank Arena | 6 100     | 1945    |
| EV Zug                 | Zug                 | Bossard Arena                 | 7 200     | 1967    |
| ZSC Lions              | Zürich              | Swiss Life Arena              | 12 000    | 1930    |

## Mästare
- 2025 – ZSC Lions
- 2024 – ZSC Lions
- 2023 – Genève-Servette HC
- 2022 – EV Zug
- 2021 – EV Zug
- 2019 – SC Bern
- 2018 – ZSC Lions
- 2017 – SC Bern
- 2016 – SC Bern
- 2015 – HC Davos
- 2014 – ZSC Lions
- 2013 – SC Bern
- 2012 – ZSC Lions
- 2011 – HC Davos
- 2010 – SC Bern
- 2009 – HC Davos
- 2008 – ZSC Lions
- 2007 – HC Davos
- 2006 – HC Lugano
- 2005 – HC Davos
- 2004 – SC Bern
- 2003 – HC Lugano
- 2002 – HC Davos
- 2001 – ZSC Lions
- 2000 – ZSC Lions
- 1999 – HC Lugano
- 1998 – EV Zug
- 1997 – SC Bern
- 1996 – Kloten Flyers
- 1995 – Kloten Flyers
- 1994 – Kloten Flyers
- 1993 – Kloten Flyers
- 1992 – SC Bern
- 1991 – SC Bern
- 1990 – HC Lugano
- 1989 – SC Bern
- 1988 – HC Lugano
- 1987 – HC Lugano
- 1986 – HC Lugano
- 1985 – HC Davos
- 1984 – HC Davos
- 1983 – EHC Biel
- 1982 – EHC Arosa
- 1981 – EHC Biel
- 1980 – EHC Arosa
- 1979 – SC Bern
- 1978 – EHC Biel
- 1977 – SC Bern
- 1976 – SCL Tigers
- 1975 – SC Bern
- 1974 – SC Bern
- 1973 – HC La Chaux de Fonds
- 1972 – HC La Chaux de Fonds
- 1971 – HC La Chaux de Fonds
- 1970 – HC La Chaux de Fonds
- 1969 – HC La Chaux de Fonds
- 1968 – HC La Chaux de Fonds
- 1967 – Kloten Flyers
- 1966 – GCK Lions
- 1965 – SC Bern
- 1964 – HC Villars
- 1963 – HC Villars
- 1962 – EHC Visp
- 1961 – ZSC Lions
- 1960 – HC Davos
- 1959 – SC Bern
- 1958 – HC Davos
- 1957 – EHC Arosa
- 1956 – EHC Arosa
- 1955 – EHC Arosa
- 1954 – EHC Arosa
- 1953 – EHC Arosa
- 1952 – EHC Arosa
- 1951 – EHC Arosa
- 1950 – HC Davos
- 1949 – ZSC Lions
- 1948 – HC Davos
- 1947 – HC Davos
- 1946 – HC Davos
- 1945 – HC Davos
- 1944 – HC Davos
- 1943 – HC Davos
- 1942 – HC Davos
- 1941 – HC Davos
- 1940 – ingen vinnare
- 1939 – HC Davos
- 1938 – HC Davos
- 1937 – HC Davos
- 1936 – ZSC Lions
- 1935 – HC Davos
- 1934 – HC Davos
- 1933 – HC Davos
- 1932 – HC Davos
- 1931 – HC Davos
- 1930 – HC Davos
- 1929 – HC Davos
- 1928 – EHC St. Moritz
- 1927 – HC Davos
- 1926 – HC Davos
- 1925 – HC Rosey-Gstaad
- 1924 – HC Château d'Oex
- 1923 – EHC St. Moritz
- 1922 – EHC St. Moritz
- 1921 – HC Rosey-Gstaad
- 1920 – HC Vevey
- 1919 – HC Vevey
- 1918 – HC Bern
- 1917 – HC Bern
- 1916 – Akadamischer ZC Zürich

## Datorspel
Lag från ligan förekommer i TV-spelet NHL 10 och dess uppföljare.